# Cattedrale di Brechin
La cattedrale di Brechin (in inglese Brechin Cathedral) è uno edificio religioso in stile gotico risalente al XIII secolo dedicato alla Trinità, sito nella cittadina scozzese di Brechin, nella contea di Angus.
Il titolo di cattedrale è onorifico e storico, risalente al periodo prima della riforma scozzese, e in quanto essendo appratente alla congregazione della Chiesa di Scozia, che è presbiteriana, nonostante il suo nome la chiesa non è tecnicamente una cattedrale. Pur se importante testimonianza dell'evoluzione del culto cristiano e delle opere architettoniche ad esso collegato nella nazione britannica, impossibilitato nel mantenerlo il Presbiterio di Angus della Chiesa di Scozia ha posto l'edificio in vendita nel 2021.

## Storia
La chiesa fu la cattedrale della diocesi di Brechin fino alla sua abolizione in seguito alla Gloriosa rivoluzione.
È un esempio di architettura gotica religiosa del territorio, e nonostante gli stravolgimenti stilistici apportati durante una ristrutturazione nel 1806, questi sono stati successivamente rimossi durante il restauro completato nel 1902. Il timpano occidentale con la sua finestra fiammeggiante, la porta gotica e la massiccia torre quadrata, parti del coro molto troncato, i pilastri della navata e il cleristorio sono tutto ciò che resta dell'edificio originale. Le moderne vetrate del presbiterio sono considerate tra le più belle in Scozia.
La cattedrale è un edificio protetto di categoria A, e la Torre Rotonda annessa è un monumento storico. La torre è in tipico stile irlandese, ma in Scozia ne esistono solo due esemplari.